# Костас Цимікас
Константінос „Костас“ Цимікас (грец. Κωνσταντίνος "Κώστας" Τσιμίκας, нар. 12 травня 1996) — грецький футболіст, захисник англійського клубу «Ліверпуль» і національної збірної Греції.

## Клубна кар'єра
Народився 12 травня 1996 року. Вихованець футбольної школи клубу «Олімпіакос». Дорослу футбольну кар'єру розпочав 2015 року в основній команді того ж клубу, дебютувавши у грі проти клубу АЕЛ Каллоні 19 грудня. В сезоні 2015/16 взяв участь у 4 матчах чемпіонату, який його команда виграла. 
Оренда до Есб'єрга
28 грудня 2016 року Цимікас був орендований данським клубом Есб'єрг до кінця сезону 2016-2017. 17 лютого 2017 року, в дебютній грі за клуб, забив гол у переможній домашній грі проти Сеннер'юск, яка завершилась з рахунком 3:0 на користь господарів. Покинув клуб, провівши за нього 13 ігор, і повернувся в Олімпіакос.
Оренда до Віллема II
30 червня 2017 року Цимікас відправився в чергову оренду, цього разу до голландського Віллема II на один сезон. Був гравцем основного складу Віллем II у сезоні 2017-2018 Ередевізії, вийшовши у стартовому складі своєї команди в 32 матчах з 34. У чвертьфіналі Кубка КНВБ його вдалий удар зі штрафного перевів гру в овертайми, де Віллем II переміг «Роду» в серії пенальті. Ефектний гол Цимікаса після удару в стилі «велосипед» у виграному з рахунком 3:2 матчі проти «Утрехта» був названий голом місяця за версією голландського журналу  Voetbal International. Костаса також визнали Новачком Місяця в Ередевізії у березні 2018 року.
2018 року повернувся з оренди до «Олімпіакоса», в якому почав більш регулярно залучатися до основної команди. У листопаді того ж року відзначився гольовою передачею на Константіноса Фортуніса у матчі Ліги Європи проти «Дюделанджа», який закінчився з рахунком 5:1 на користь «Олімпіакоса». Обидва гравці ввійшли в команду тижня Ліги Європи. В кінці 2018 року переважно залишався на лавці запасних, програючи конкуренцію Леонардо Кутрісу, але менеджмент «Олімпіакоса» продовжував вірити в Цимікаса і клуб підписав з ним новий контракт до 2023 року.
У серпні 2020 року перейшов до «Ліверпуля», вартість трансферу склала £11.75 млн.
14 травня 2022 року «Ліверпуль» зіграв у фіналі Кубку Англії проти «Челсі» на «Вемблі». Основний час закінчився з рахунком 0–0. Костас вийшов на поле на 111-ій хвилині замість отримавшого травму Робертсона. «Червоні» виграли трофей в серії пенальті (6–5), а Цимікас забив вирішальний удар. Після матчу він розповів, що «босс запитав мене про те, яким номером я хочу бити, і я відповів, що сьомим. Він запитав «чому сьомим?», а я відповів, що просто хочу номер сім. Це дало мені можливість виграти матч. Я обрав правильну сторону і забив».

## Виступи за збірні
2014 року дебютував у складі юнацької збірної Греції, взяв участь у 13 іграх на юнацькому рівні.
З 2016 року залучається до складу молодіжної збірної Греції. На молодіжному рівні зіграв у 4 офіційних матчах.
2018 року дебютував в офіційних матчах у складі національної збірної Греції.

## Титули та досягнення
- Чемпіон Греції (2):

«Олімпіакос»: 2015-16, 2019-20
- Володар Кубка Футбольної ліги (2):

«Ліверпуль»: 2021-22, 2023-24
- Володар Кубка Англії (1):

«Ліверпуль»: 2021-22
- Володар Суперкубка Англії (1):

«Ліверпуль»: 2022
- Чемпіон Англії (1):

«Ліверпуль»: 2024-25